# رامین (آلمان)
رامین (به آلمانی: Ramin) یک شهر در آلمان است که در فرپومرن-گرایفسوالد واقع شده‌است. رامین ۶۶۰ نفر جمعیت دارد.